# 항고쟁송
항고쟁송은 명단공표는 비권력적 사실행위라는 점에서 원칙적으로는 처분의 개념에 포함되지 않는 행정쟁송의 대상이 될 수 없다.

## 참고 문헌
- 김철용, 행정법 2(김철용)(제5판), 박영사. (ISBN 9788910513230)